# 鄭一鵬 (萬曆進士)
鄭一鵬（1557年—1592年），字廷舉，號海翼，浙江衢州府江山縣人，民籍，明朝政治人物。

## 生平
萬曆十年（1582年）壬午科浙江鄉試第八十九名，萬曆十一年（1583年）聯捷癸未科會試第三十四名，登三甲第一百四十名進士。通政司觀政，本年授福建龍溪縣知縣，丁憂，十四年復除漳浦知縣，二十年闲住，卒。

## 家族
曾祖鄭允暘，曾任壽官；祖父鄭恭；父鄭沐。母柴氏。具庆下。